# 東アジア反日武装戦線
東アジア反日武装戦線（ひがしアジアはんにちぶそうせんせん）は、1970年代に爆弾テロを行った日本のアナキズム系の極左テロ集団、極左暴力集団。1974年8月の三菱重工爆破事件（死亡8名、重軽症380名）から1975年5月の主要メンバー一斉逮捕・壊滅までに12件の連続企業爆破事件を実行した。犯行声明で反日本帝国主義（反日思想）やアイヌ革命論などを主張し、海外進出日本企業を「アジア侵略に加担している企業」と批判した。
東アジア反日武装戦線は法政大学学生出身者を中心とした3グループ約9名で、思想的には太田竜の影響を受け、1974年3月に爆弾製造教本の腹腹時計を地下出版し、1974年8月に昭和天皇爆殺未遂事件（虹作戦）を起こしていた。メンバーは警察に認知されていなかった普通の市民を装った非公然活動家で構成された。警察白書の極左暴力集団等のセクト分類では、5グループ22セクト（5流22派）には含まず、ノンセクト・黒ヘルグループに区分される。
1977年9月の日本赤軍によるダッカ日航機ハイジャック事件での超法規的措置にて、一部メンバーは釈放され日本赤軍に合流した。

## 歴史

### 法政大学Lクラス闘争委員会
1970年春、大道寺将司が法政大学文学部史学科在学中に結成した「Lクラス闘争委員会」が源流である。「Lクラス」は、大道寺が所属していた大学のクラスのことで、党派的にはノンセクト・ラジカルに分類される。大道寺が他学科の哲学科や国文科（現在の日本文学科）にも参加を呼びかけた結果、一時は百数十名にも膨れ上がった。この頃からのメンバーに片岡利明、協力者とされたA、Bらがいた。全共闘運動の終息とともにLクラス闘争委員会も自然消滅した。大道寺、片岡、Aも法政大学を中退した。

### 「研究会」・反「日本帝国主義」思想の増幅
大道寺とLクラス闘争委員会の主要メンバーが中心となって、1970年8月に旗揚げした「研究会」では、「日本帝国主義（日帝）」がアジアで行ってきた「悪行」について集中的に学習し、過激な思想を増幅させていった。その背景として同年7月7日に出された華僑青年闘争委員会の新左翼各派に対する「決別宣言」から受けた衝撃が大きかった。当時の学習資料として朴慶植の『朝鮮人強制連行の記録』などの書籍が使われた。また、都市ゲリラ戦にも関心を持ち、レジスタンス運動やキューバ革命などの資料などを学習していった。そして、反「日帝」運動のために武力闘争を展開しなければならないという考えに収束されていったが、ゲリラ路線への参加をよしとせず数名が脱退する。そこで、同年11月には大道寺の北海道釧路湖陵高等学校の同級生で、大道寺が高校卒業後に参加していた同高卒業生らからなる社会主義研究会のメンバーであり、当時星薬科大生の駒沢あや子が加わった。
1971年1月には、初の自家製爆弾の実験を行うようになる。

#### カンパニア闘争・器物破壊活動の開始
まず手始めに、大衆に訴えるカンパニア闘争の一環として、「日本帝国主義」の象徴となるものを爆破することになった。
- 興亜観音・殉国七士之碑爆破事件（1971年12月12日）
- 総持寺納骨堂爆破事件（1972年4月6日）
- 風雪の群像・北方文化研究施設爆破事件（1972年10月23日）

これら三つの器物破壊事件を起こした後、本格的武装闘争に移行することになった。

### 東アジア反日武装戦線の誕生
1972年12月、「東アジア反日武装戦線」という名称が決まった。ただしこの名称は、全ての反「日帝」主義者が共同で使うべきものという認識から、「自分たちのグループ」を表す名称が別途必要であった。彼らは、孤高の存在というイメージから、グループ名を「狼」とした。
1973年は本格的な武装闘争に備えて、爆弾の開発や活動資金の貯蓄に努めた。また自らの主張を世に発信し、闘争の意義や理念を共有するための後続武闘派諸個人・諸グループが、反日武装闘争潮流に合流することを期して、小冊子『腹腹時計』の執筆、出版に着手した（翌年2月に刊行）。

#### 昭和天皇暗殺計画の実行未遂
1974年8月14日、昭和天皇が乗車したお召し列車を、鉄橋もろとも爆破しようとした（虹作戦）。しかし決行直前に人に見られたため、実行未遂に終わった（ただし当日通ったお召し列車は、彼らが爆弾を仕掛けようとした鉄橋(客車線)ではなく、貨物線の鉄橋を通行しており、もし決行されていたとしても暗殺は失敗した可能性が高い）。

#### 文世光事件
翌日韓国において、朝鮮総連指令を受けた在日韓国人である文世光が当時の韓国大統領朴正煕を暗殺しようとし、文の銃で彼の妻陸英修が銃殺された事件が発生した（文世光事件）。この事件の犯人文世光は、黒ヘルと多少の繋がりがあるとされるプロレタリア軍団傘下の高校生組織「暴力革命高校生戦線」出身の朝鮮総連活動家であった。「狼」は、虹作戦を断念したことを不甲斐なく感じ、文世光に呼応するために新たな作戦に着手する。

#### 連続企業爆破事件
同1974年8月30日、三菱重工業東京本社ビルで爆弾を破裂させ、8名が死亡、376人が負傷した（三菱重工爆破事件）。これは「狼」の予想をはるかに上回る惨事であった。事件後に三菱爆破の結果を正当化し、死者は「無関係な一般市民」ではなく「植民地人民の血で肥え太る植民者だ」と断言した声明文を公表した。
これをきっかけに新たに「大地の牙」「さそり」のグループが合流し、翌1975年5月まで連続企業爆破事件を起こす。具体的には連続企業爆破事件を12件起こし、三菱重工、三井物産、帝人、大成建設、鹿島建設、間組などの海外進出日本企業が「アジア侵略に加担している企業」と標的にされた。

### 捜査の進捗・一斉検挙
「東アジア反日武装戦線」のメンバーとして最初に疑われたのは、当時アイヌ革命を唱えていた太田竜であった。まもなく、太田の潔白は証明されたが、警視庁公安部は太田の思想的人脈のどこかにメンバーがいると推定、彼が関係する「現代思潮社」「レボルト社」に狙いを定めた結果、メンバーの齋藤和・佐々木規夫が浮上し、二人を尾行していくうちに芋づる式にグループの他のメンバーが把握されていった。佐々木は偽装転向として創価学会に入信し、毎日法華経をあげるなど熱心な学会員を装ったものの、公安の目をそらすことはできなかった。
1975年5月19日、主要メンバー7名（大道寺夫婦・佐々木・益永・齋藤・浴田・黒川）と協力者の看護学生1名が逮捕された。齋藤和は逮捕直後に自殺した。また協力者の看護学生の姉及び別の協力者も自殺している。一斉逮捕を逃れた宇賀神寿一と桐島聡は全国指名手配となったが、1982年7月に宇賀神は逮捕された。
2024年1月25日に、神奈川県の病院で偽名で入院していた末期癌患者の男が、自分は桐島だと正体を明かして、警察に身柄を確保された4日後に死亡した。

### メンバーの逮捕後
東京地方検察庁は1975年6月28日に起訴したが、日本赤軍によるクアラルンプール事件で佐々木規夫が釈放され、国外逃亡し日本赤軍に合流。激しい獄中闘争を繰り広げるメンバーらと支援者らの妨害工作により裁判の開始は予定より大幅に遅れた。ようやく12月25日より裁判が開始されたが、その後も公判は荒れ、遅々として進まず、そうこうするうちに再び日本赤軍によるダッカ事件が発生、大道寺あや子（将司の妻）と浴田由紀子（齋藤の内妻）が超法規的措置により釈放され日本赤軍に合流した。
1979年には獄中のメンバーによるとみられる「東アジア反日武装戦線KF部隊（準）」による「腹腹時計特別1号」が地下出版され、なおも反日武装闘争を主張していた。
大道寺将司・益永利明に対しては死刑、黒川芳正に無期懲役が確定。協力者とされる女についても爆発物取締罰則違反幇助で懲役8年が確定した（1987年に出所）。1982年7月、逃亡していた宇賀神寿一が逮捕され、懲役18年が確定（2003年に出所）。1995年3月24日に浴田由紀子がルーマニア潜伏中に身柄を拘束され、偽造有印私文書行使の容疑で国外退去処分となり、日本へ向かう旅客機内で逮捕、裁判で懲役20年の確定判決（2017年に出所）。
連続企業爆破事件の犯人グループと直接関係ないとされるが、1975年から1976年にかけて北海道を舞台に起きた一連の爆弾テロ事件（1975年7月19日の北海道警察本部爆破事件、1976年3月2日の北海道庁爆破事件など）にも「東アジア反日武装戦線」名義の犯行声明が出された。北海道庁爆破事件の被疑者として起訴された大森勝久（本人は犯行声明の思想に共感した上で犯行については無実を主張）には1983年に札幌地裁で一審死刑判決、1994年に死刑が確定している（再審請求も2007年に却下）。また太田竜や東アジア反日武装戦線に影響を受けたと見られる爆弾闘争が1970年代後半に相次いだ。未検挙のものもあるが加藤三郎などが逮捕され有罪が確定している。
なお武装闘争思想の源泉となった太田竜であるが、彼自身は1974年に北海道静内町にあるシャクシャイン像の台座を傷つけた器物損壊事件しか起こしていない。
2024年現在、佐々木規夫と大道寺あや子は国際指名手配、桐島聡はさそり事件での公訴時効が成立。獄中にいるメンバーは、再審請求を出したり、獄中での処遇に対し民事訴訟を起こしたり、獄中から著書や論文を発表するなどして獄中闘争を行っていたが、2017年に大道寺将司が死去、また益永利明は2010年に発症した脳梗塞の後遺症から意思疎通が困難になり、2018年以降は、大道寺将司の遺族と益永利明の親族が、法廷闘争を受け継ぐ形で再審請求を行っている。

## メンバー
東アジア反日武装戦線内には「狼」「大地の牙」「さそり」の3グループがあった。東アジア反日武装戦線メンバーらは、当局側に認知されていた過激派活動家(公然活動家)とは異なり、非公然活動家として表向きには学生や社会人として一般人のような生活を送りながら事件を起こしていたことも世間に衝撃を与えた。
昭和50年(1975)に日本赤軍はクアラルンプール事件、昭和52年(1977)にダッカ事件を起こし、両事件の人質との交換で1977年時点で逮捕済みであった著名新左翼11人(戦線メンバー4人)の釈放も要求した。そのため、日本政府(福田赳夫内閣)は1977年10月1日午前3時半以降に超法規的措置で、赤軍による指名釈放を拒否した大道寺将司を除いた3人を釈放した。大道寺あや子(釈放後逃亡中。国際指名手配犯)、佐々木規夫(釈放後逃亡中。国際指名手配犯)、浴田由紀子(1995年に発見・再逮捕)らは釈放されると出国し、日本赤軍に合流している。
狼
グループ名の由来は、「資本家に苦しめられている被抑圧民衆」を絶滅したニホンオオカミになぞらえたとされる。他にも一部マスコミで小池一夫原作の時代劇劇画『子連れ狼』の影響が見られる、と指摘された。
- 大道寺将司-法政大学に社会主義研究会という新左翼運動の足場を固めるべく、同大文学部史学科に入学。しかし、全共闘運動、70年安保闘争での敗北を機に中退[27]。その後に東アジア反日武装戦線を結成し、リーダー格となる。1975年5月19日、大道寺あや子、佐々木規夫、片岡利明（益永利明）、斎藤和、浴田由紀子、黒川芳正と協力者1人らと一斉に逮捕された。1977年の日本赤軍の要求した超法規的措置による釈放を逮捕者の中で唯一拒否した。最高裁において1987年3月24日に死刑が確定。2017年（平成29年）5月24日、多発性骨髄腫により収監中の東京拘置所で死去。
- 大道寺あや子-星薬科大学卒業後、高校時代の同級生だった大道寺将司に高校の同窓会で「研究会」にオルグ (勧誘) された。この会をきっかけに交際、同棲するに至った。事件当時は薬剤師。1975年の上記で逮捕されていたが、1977年10月1日以後の超法規的措置で釈放後、国際指名手配中[26]。
- 片岡利明-法政大学の文学部史学科に入学後、ベトナムに平和を!市民連合（ベ平連）に参加し、バプテスト教会改革運動を行なう。全共闘運動を経て、大道寺将司と出会い、東アジア反日武装戦線に参加。中退後に最初の事件を起こした。1975年に上記の逮捕をされ、最高裁において1987年（昭和62年）3月24日に死刑が確定。収監中。
- 佐々木規夫-東アジア反日武装戦線で唯一の大学進学未経験の高卒。大学入試に失敗後、家業を手伝ったあと上京し、齋藤和に学んだ韓国やアイヌ関連の「歴史を学び」、反日思想を深めていった[28][29]。1975年の上記で逮捕されていたが、1977年10月1日以後の超法規的措置で釈放後、国際指名手配中[26]。

大地の牙
グループの由来は、「国家も資本家もない理想の世界を目標とし、国家や資本家に立ち向かう大地の牙」になぞらえた、とされる。他にも、一部マスコミで小池一夫原作の時代劇劇画『御用牙』の影響が見られると指摘された。
- 齋藤和-東京都立大学人文学部中退。東アジア反日武装戦線“大地の牙”部隊リーダー。1975年の上記の浴田らと同時逮捕される時に服毒自殺。
- 浴田由紀子-北里大学衛生学部卒業後、東アジア反日武装戦線“大地の牙”部隊リーダー齋藤和の内縁の妻であり、住居提供&犯人秘匿をしていた。1975年（昭和50年）2月、朝日生命成人病研究所勤務へ転職。同年5月19日朝8時ごろ上記の逮捕。1977年（昭和52年）、日本赤軍の要求に基づき超法規的措置で釈放後日本赤軍に加入。国際手配される。1995年（平成7年）、ペルーからルーマニアに日系ペルー人を装って入国し、潜伏活動をしていたところを3月20日に身柄を拘束され、偽造有印私文書行使の容疑で国外退去となり日本へ向かう飛行機内で逮捕。2002年（平成14年）7月4日、東京地方裁判所にて懲役20年の判決が下される。服役中は栃木刑務所で過ごし、2017年（平成29年）3月23日に刑期満了で釈放。

さそり
グループ名の由来は、「自ら小さな組織の猛毒で、大きな建設資本を倒すサソリ」になぞらえたとされる。他にも一部マスコミで篠原とおるの劇画『さそり』の影響が見られると指摘された。
- 黒川芳正-東京都立大学卒業後に佐々木規夫を通じて大道寺将司に会い、東アジア反日武装戦線に参加。1975年に上記の逮捕をされ、1979年11月東京地裁で無期懲役の判決が下る。服役中。
- 宇賀神寿一-事件を起こした当時、明治学院大学社会学部4年生。上記のメンバー同時逮捕では逮捕を免れ、1982年3月まで偽名で新聞販売店で働いていた。同年7月に東京都板橋区内で逮捕され、1990年2月に最高裁で懲役18年判決が確定した。岐阜刑務所に13年間服役し、2003年6月11日に出所。未決勾留期間も含め、合計21年間の獄中生活を過ごした。
- 桐島聡-最初の事件を起こした当時、明治学院大の4年生[24]。逃走直前まで、東京都新宿区歌舞伎町の大衆料理店でアルバイトをしていた。1975年5月20日に渋谷区内の銀行で現金を下ろした後、31日に広島県の実家に「岡山に女と一緒にいる」などと父親に電話したのを最後に足取りが途絶えていた[30]。発見直前まで偽名「内田洋」を使い、藤沢市内の工務店に数十年前から勤務していた。2024年1月に入り、体調を崩して路上で倒れた際に自ら救急車へ連絡し鎌倉市内の病院に胃癌末期癌患者として偽名で入院[31][32]したが、25日に「自分は桐島聡だ」「俺は最期だから捕まえてくれ」と病院関係者に告白し[33][34]、捜査員が接触して本人が認めた[35][24]。取り調べに「最期は本名で迎えたかった」との趣旨を話した。病状は深刻で意識を失うこともある状態等から、警視庁公安部は逮捕せず任意で話を聞き、DNA型照合など身元確認の捜査を進めたが、27日に容体が悪化し危篤状態に陥り[32]発見4日後1月29日に入院先の病院で死亡した。2月27日、DNA型照合で親族関係に矛盾なしとの結果が出た男は桐島と特定し[36]、5つの爆破事件について被疑者死亡のまま爆発物取締罰則違反と殺人未遂の容疑で書類送検した[37]。

## 特徴

### 他派との思想差異
1960年代以後、マルクス・レーニン主義を掲げる日本の新左翼党派は、武装闘争など急進主義的な活動を行ったが、その大多数は自らを前衛党と規定して、公然組織による宣伝活動や党員の獲得、労働組合活動なども行い、最終的には労働者や革命実現の主体となる党になる事を主張していた。
これに対して東アジア反日武装戦線は、アイヌおよび朝鮮半島への日本による「侵略史」を学習するなかで、独自の「反日思想」を形成していった。アナキズム的影響の強いアイヌ革命論により、戦後における「現在の日本帝国主義」の破壊を主張し、その後の日本の新社会構想への言及は少ない。
ただし、1977年10月1日の日本赤軍(1969年に結成された共産同系の日本の新左翼党派)による人質作戦を受けた日本政府の超法規的措置で釈放されることを選んだ大道寺あや子(釈放後逃亡中。国際指名手配犯)、佐々木規夫(釈放後逃亡中。国際指名手配犯)、浴田由紀子(1995年に発見・再逮捕)ら全員が同組織に合流している。

### 非賛同日本人への敵意
『腹腹時計』では自分達を含めた現在の日本人を「敗戦後に日本帝国主義を生き返らせた日帝本国人」と規定しており、「反日帝武装闘争を展開することこそが、日帝本国人の緊急任務である」と称している。そして、それに加担しない労働者や海外技術員、海外旅行客も含めた日本の一般大衆を「第一級の日帝侵略者」と断罪していた。また日本帝国主義と非和解的に闘う、真の革命的主体は山谷、釜ヶ崎、横浜寿町などの流動的下層労働者だとも述べた。公然組織を持たない純粋な地下秘密組織であり、自分達の活動を「法と市民社会からはみ出す非合法の闘い」と語るなど、一般層からの広範な支持を受けることは殆ど考慮していなかった。そのため、東アジア反日武装戦線は多数の死傷者を出した三菱重工爆破事件後に出した犯行声明において、「爆死し、あるいは負傷した者は、無関係の一般市民ではない。植民者である。」と「爆破作戦」を正当化した(1974年9月23日に公表した犯行声明)。
更に、自分達の平和で安全で豊かな生活は新植民地主義の下に現地人への更なる収奪と犠牲を強制することで保障されたものであり、そのような状況下で日帝労働者が行う賃上げや待遇改善を求める労働争議は日本帝国主義の侵略に無自覚に加担する反革命労働運動であり、それらを支える既成左翼・新左翼が訴える「プロレタリアート階級独裁」や「暴力革命」といった言説は全くのペテンであると評している。また、合法的活動を行う左翼についても「徹底的に質が悪く、口も尻も軽すぎて信用できない」と批判している。

#### 文世光と三菱重工爆破事件
後年、東アジア反日武装戦線「狼部隊」の実質的リーダーであった大道寺将司は、アイヌ支援者に宛てた手紙の中で三菱重工爆破事件について触れ、同月に実施されるはずだった「虹作戦」に頓挫し、「狼」メンバーたちが消尽と無力感を痛切に感じていた。その失敗の翌日(1974年8月15日)に起きた朴正煕暗殺未遂事件の実行者であり韓国の獄中に収監された在日朝鮮人文世光に「事実行為」で連帯しており、一刻も早く呼応しなければならないとの焦りから、「虹作戦」で使用されなかった威力が甚大な鉄橋爆破用の爆弾を流用し、更には爆弾を建物ではなく歩道に設置するといった杜撰な作戦計画を実行してしまったと総括した。

### 行動
従来の日本の新左翼と異なっている行動の特徴として、以下があった。
- 既存の新左翼党派と繋がりが無いノンセクト・黒ヘルグループの一つ[40][11]。そのため、革共同系・共産同系・革労協系・構造改革派系・親中共派系といった5グループ22セクト（5流22派）のどれにも含まれない[11]。
- 綱領や指導体制を持たない[40]
  - 「中央委員会」といった集権的組織は存在しなかった。三班はリーダー同士が連絡を取るだけで、メンバー同士の交流はなく、思想的立場も微妙に異なった。
  - 内ゲバ的体質の否定。元々が学校のクラスの仲間だったという関係であるからかなのか、連合赤軍での「総括」のような仲間内での死の粛清はなかった。家庭の都合や精神的に闘争に耐えられない者には、離脱を認めていた。
- 国家権力(日本政府など)そのものよりも、日本企業(特に海外進出企業)を権力と見なして攻撃対象とした[40]
- 公然・非公然部門の未分離(全員が非公然活動家)
  - 昼間は普通の会社員・喫茶店店員でアルバイトなど一般人のように働き、夜間に活動するという方針を採った。これは彼らが教本とした「腹腹時計」にも示されている事項だが、あくまで「善良な市民」を装い、活動家だと察知されない生活を送ることによって、近所周辺の不信感を欺ける狙いがあった。そのため、職場での労働運動や居住地域の市民運動に参加するようなことはしなかった。爆弾製作は、身近にある工具や日用品で工作していたが、自宅アパートの床下を掘って、地下爆弾製造室を作っていたメンバーもいた。組織としての本拠地・アジトは持たず、メンバーの生活空間を攻撃の拠点としていた。
- 合法的な手段による資金源の確保
  - 赤軍派などがM作戦（銀行強盗）など違法手段を用いて資金調達をしていたのに対し、東アジア反日武装戦線メンバーは社会人として働いて給与を得て、給与の半分を活動資金に投じることで合法的に資金源を確保していた。ただし、東アジア反日武装戦線は資金は自らで獲得するのが鉄則としていた一方で、手法と対象を充分検討した上での銀行強盗ならば、完全否定はしていなかった。

## 模倣犯などその後の動き
- 1970年代後半以降、北海道庁爆破事件や神社本庁爆破事件といった「東アジア反日武装戦線」の同調者ないし後継者を称する爆弾闘争が引き起こされたこともあるが、内実が全くないにもかかわらず「東アジア反日武装戦線」を騙り、脅迫行為に及んだ事例もある。例えば、一斉逮捕前の1975年3月に東京都立川市で、小学4年生が誕生日会のいたずらで110番に犯罪予告をし、仲間の小学1年生が「丸の内のオオカミ」と名乗り、逆探知で捕まった事件のような、過熱報道が生み出したと思われるようなものもあった[41]。
- 犯行グループに対する控訴審判決が予定されていた1982年10月29日に、当時銀座にあった東京南部小包集中局（1990年廃止、新東京郵便局の前身のひとつ）の集配所で小包に隠されていた時限式消火器爆弾が炸裂、取り扱っていた郵便車の運転手の左腕の肘から先が吹き飛ばされ、運転手助手も内臓破裂と全身打撲の重傷を負った[42]。この事件に対し警察は遺留物から「反日武装」の文字が書かれた紙片が発見されたことから、被告人らに同調する極左テロリストによる犯行として捜査した。しかし犯人は見つからないまま時効を迎えた。この事件を知った大道寺は自責の念に駆られ、激しい心労のために下血して病舎に移るという事態に至った[43]。
- 1985年3月末に国鉄横浜駅近くの複数の大型スーパーマーケットに「プラスチック爆弾で店を爆破する - 東アジア反日武装戦線」といった内容の脅迫状が店内で置かれる事件が発生した。一連の事件では40通置かれたり脅迫電話があったが、金銭を要求するものもあった。神奈川県警察が警戒していたところ、3月30日にニチイ横浜店（当時）の階段や公衆便所に脅迫文を置いていた神奈川県横浜市緑区在住の男子中学3年生を現行犯逮捕した。動機は社会問題になっていたグリコ・森永事件の企業連続脅迫事件に触発され、金銭をゆすり取りとろうとしたものであったが、図書館で知った「東アジア反日武装戦線」の手口も、また模倣したものだという[44]。

## 東アジア反日武装戦線を描いた作品

### 書籍

#### ノンフィクション・評論
- 鈴木邦男『腹腹時計と<狼>―<狼>恐怖を利用する権力』 三一書房(1975年)
- 松下竜一『狼煙を見よ』河出書房新社(1987年)
- 鈴木邦男『テロ―東アジア反日武装戦線と赤報隊』 彩流社(1988年)
- 福井惇『狼・さそり・大地の牙　連続企業爆破35年目の真実』文藝春秋(2010年)
- 門田隆将『狼の牙を折れ 史上最大の爆破テロに挑んだ警視庁公安部』小学館(2013年)
- 栗原康監修『日本のテロ　爆弾の時代60s - 70s』河出書房新社(2017年)

#### 東アジア反日武装戦線をモチーフにしたフィクション
- 桐山襲『パルチザン伝説』河出書房新社(1984年) - 東アジア反日武装戦線をモチーフとした小説。のちに自身で『虹のクロニクル』の題で戯曲化。
- 平松伸二『マーダーライセンス牙』第14話「罪の清算」(1989年) - 『スーパージャンプ』(集英社)で連載。東アジア反日武装戦線とその支援者らをモチーフにして、死刑存廃問題に関して存続を擁護する立場からの主張を行ったため、強い抗議を受けて単行本未収録になった（この話は後に、短編集『地上最強の男』及びコンビニコミックの『マーダーライセンス牙スペシャル 死神の影編』（こちらでは題名を「死刑制度」に改題）に収録）。
- 真保裕一『ホワイトアウト』新潮社(1995年) - 作中の過激派組織のモデルのひとつ。2000年に映画化。
- 堂場瞬一『メビウス1974』河出書房新社(2016年) - 三井物産爆破事件がモチーフ。

### 映画
- 『狼をさがして』(2017年、韓国) - 韓国人の映画監督キム・ミレによるドキュメンタリー作品。東アジア反日武装戦線の思想背景から、出所した浴田由紀子ら現在のメンバーにも取材した作品[45][46]。

### テレビ

#### ノンフィクション
- 『金曜プレミアム 連続企業爆破テロ 40年目の真実』（2015年5月22日、フジテレビ系列） - ドキュメンタリードラマ
- 『アナザーストーリーズ 運命の分岐点 連続企業爆破事件～見えない敵との闘い～』(2018年3月13日、NHK BSプレミアム)

他、ニュース・ドキュメンタリー多数。

#### 東アジア反日武装戦線をモチーフにしたフィクション
- 『不連続爆破事件』（1991年5月13日、TBS系列）- 東アジア反日武装戦線と1990年に革労協狭間派(解放派)が起こした警視庁独身寮爆破事件をモチーフにした単発ドラマ
- 『相棒Season8 第1話「カナリアの娘」』（2009年10月14日、テレビ朝日系列）
- 『dele』第3話「バラがつなぐ未解決事件…28年逃げ続けた男と見続けられた女」(2018年8月10日、テレビ朝日系列)

### 戯曲
- 鐘下辰男『あるいは友をつどいて』(2004年) - タイトルは1979年に獄中から出された『腹腹時計　特別号2』の巻頭の詩の中から取られている[47]。

### 音楽
- A-Musik『反日ラップ』 - 1981年に結成されたA-Musik[48]による即興演奏[49]。1979年に獄中から東アジア反日武装戦線が発表した『生まれ出でよ！反日戦士──フレ・エムシ第1詩集──』の冒頭に収録されている「ワレらが旅立ち」を歌っている。吉田シゲオを中心とした日本のパンクバンドREALがカヴァーし、のEP「REAL&CONTEMPORAINE」に収録。1983年にA-Musik自身の録音盤が出ている。同グループのメンバー、竹田賢一は齋藤和の大学時代の友人だった。
- REAL『大地の牙』(1982年) - EP「REAL&CONTEMPORAINE」に収録。1985年のEP「LINE」に再収録。同EPには東アジア反日武装戦線を支援するビラが入っていた。
- Ovarhang Party『狼、蠍、大地の牙』(2003年)